# Anna Kachikho
Anna Andrew Namathanga Kachikho (Mkoko, 17 d'abril de 1955) és una política que ha ocupat diversos càrrecs governamentals a Malawi.
Anna Kachikho va néixer al poble de Mkoko a Phalombe, al sud de Malawi. Va obtenir un certificat en estudis de secretaria del Politècnic de la Universitat de Malawi i es va llicenciar en Desenvolupament de Recursos Humans per la Mobile University del Canadà. Va ocupar diversos alts càrrecs en la Corporació de Desenvolupament Agrícola i Comercialització. Va ser la gerent administrativa de les organitzacions. A partir de 1988 Kachikho va començar a militar als grups de dones del Partit del Congrés de Malawi. Des de 2000 fins a 2004 Kachikho va ser regidora de Limbe Est i tinent d'alcalde de Blantyre.
Kachikho va ser elegit diputada al Parlament per la circumscripció de Phalombe Nord el 2004. Va ser nomenada viceministra d'Educació i Recursos Humans. L'agost de 2005 va ser nomenada ministra de l'Interior i Seguretat Interior. Després va ocupar els càrrecs de ministra d'Educació i Formació Professional (juny de 2006), Treball (maig de 2007) i Desenvolupament de Dones i Infants (febrer de 2008). Kachikho va ser reelegida a les eleccions generals del 19 de maig de 2009. Va ser nomenada ministra de Turisme i Fauna el 15 de juny de 2009 i ministra de Govern Local i Desenvolupament Rural el 9 d'agost de 2010.
Kachikho és vídua i té tres fills. Posseeix una granja de blat de moro i tabac.